# Ван дер Ваальс, Йоханнес Дидерик
Йоханнес Дидерик ван дер Ва́альс (нидерл. Johannes Diderik van der Waals; 23 ноября 1837, Лейден — 8 марта 1923, Амстердам) — голландский физик и химик. В первую очередь известен как автор уравнения Ван-дер-Ваальса, с хорошей точностью описывающего поведение реального газа.
Член Нидерландской королевской академии наук (1875), с 1896 по 1912 год — секретарь этой академии. Иностранный член Парижской академии наук (1910; корреспондент с 1900) , лауреат Нобелевской премии по физике 1910 года.

## Биография
Йоханнес Дидерик Ван дер Ваальс родился 23 ноября 1837 года в Лейдене. Он был самым старшим из десяти детей в семье плотника Якобуса Ван дер Ваальса и Элизабет Ван дер Ваальс (в девичестве Ван ден Бург).
Ван дер Ваальс не учился в старшей школе, а получил так называемое «продвинутое начальное образование», и окончил школу в 15 лет. После окончания школы он работал ассистентом учителя начальной школы. С 1856 по 1861 годы он посещал курсы подготовки, после чего сам стал учителем.
Ван дер Ваальс проявлял особый интерес к термодинамике. На него повлиял трактат Рудольфа Клаузиуса 1857 года под названием «Uber die Art der Bewegung, welche wir Wärme nennen» («О типе движения, которое мы называем теплом»). Позднее на него оказали сильное влияние сочинения Джеймса Клерка Максвелла, Людвига Больцмана и Уилларда Гиббса.
С 1862 года Ван дер Ваальс посещал лекции и семинары в Лейденском университете как вольнослушатель: полноценным учеником он не был, так как недостаточно знал классические языки. В 1865 году, после некоторой подготовки, он занял должность учителя в Девентере, а в 1866 — в Гааге, где впоследствии стал директором школы.
Также в 1865 году Ван дер Ваальс женился на 18-летней Анне Магдалине Смит. У них родилось трое дочерей, одна из которых была поэтессой, и сын, Йоханнес Дидерик Ван дер Ваальс-младший, также ставший физиком. Анна Магдалина Смит умерла довольно рано, и Ван дер Ваальс больше ни на ком не женился.
Ван дер Ваальс был удостоен Лейденским университетом учёной степени доктора философии в 1873 году за диссертацию, признаваемую ныне классической: «Over de continuïteit van den gas- en vloeistoftoestand» (немецкий перевод появился в Лейпциге в 1881 году). Джеймс Клерк Максвелл, сказал о работе Ван дер Ваальса: «Она сразу поставила его имя в один ряд с самыми выдающимися именами в науке».
С открытием Амстердамского университета в 1877 году Ван дер Ваальс занял в нём профессуру физики, и работал там до своего выхода на пенсию в 1908 году. В 1910 году он был удостоен Нобелевской премии по физике. 
Он был удостоен звания почётного доктора Кембриджского университета; был почётным членом Московского общества испытателей природы, Ирландской королевской академии и Американского философского общества. Член-корреспондент Прусской академии наук (1900); ассоциированный член Королевской академии наук Бельгии; иностранный член Химического общества (Лондон), Национальной академии наук США (1913) и Национальной академии деи Линчеи (Рим). Кроме того, он был избран почётным членом Нидерландского королевского химического общества в 1912 году.
Ван дер Ваальс умер в 1923 году, в возрасте 85 лет.

## Работа и достижения
Большая часть работ Ван дер Ваальса относится к области теоретической молекулярной физики. Он исследовал поведение молекул и занимался теориями, описывающими состояния материи. В 1869 году он открыл силы взаимодействия между молекулами, которые впоследствии были названы его именем — силы Ван-дер-Ваальса. В 1873 году в своей диссертации он развил модель, единообразно описывающую газообразную и жидкую фазы вещества. На основе этой модели он вывел уравнение состояния, показавшее, что при некоторой температуре исчезают различия в физических свойствах жидкости и её пара, находящихся в равновесии. При такой температуре, называемой критической, плотность жидкости и её насыщенного пара становятся одинаковыми и исчезает видимая граница между ними. За это достижение Ван дер Ваальс получил в 1910 году Нобелевскую премию по физике «За работу, посвящённую уравнению состояния газов и жидкостей».
К другим его работам относится, например, объяснение капиллярности из термодинамических соображений. Хотя такое объяснение не было сразу принято научным обществом, именно оно оказалось правильным, в отличие от объяснения Лапласа с точки зрения механики.

## Память
В честь Ван дер Ваальса в 1970 г. назван кратер на Луне. Его имя также носит уравнение Ван-дер-Ваальса и сопутствующие понятия: силы Ван-дер-Ваальса и радиус Ван-дер-Ваальса.

## Труды
- Die Kontinuität des flüssigen und gasförmigen Zustands (1873)
- Lehrbuch der Thermodynamik (zwei Bände, 1908—1912)